# Трансформери (серія іграшок)

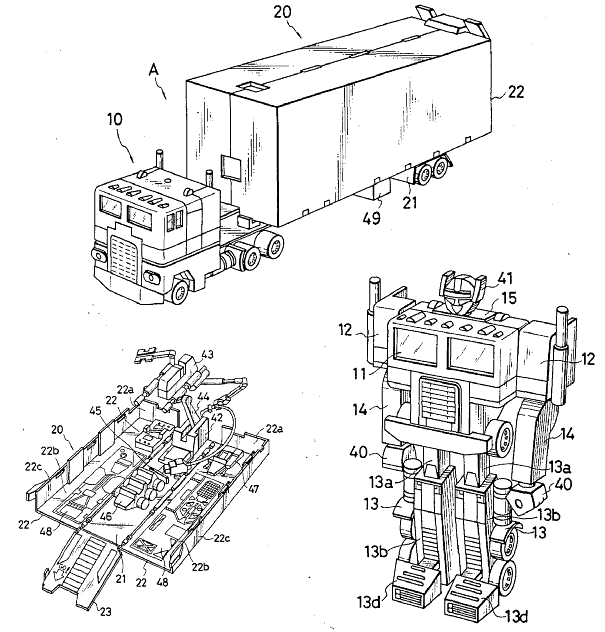
Схема трансформації іграшки

Трансформери (англ. Transformers) — це серія іграшок, випущена американською компанією Hasbro. Ця серія була створена на основі лінії іграшок японської компанії Takara (зараз відома як Takara Tomy): Diaclone та Microman. Моделі іграшок інших компаній, таких як Bandai, використовувалися також. У 1984 році компанія Hasbro купила права на розповсюдження іграшок у Північній Америці під назвою Transformers. Hasbro продовжувала купувати всі серії іграшок Takara, згодом вона одержала права на одноосібне володіння лінією іграшок «Трансформери», брендовим ім'ям і авторськими правами, тоді як Takara отримала права на виробництво та поширення цих іграшок на японському ринку. Особливістю іграшок є те, що окремі частини можуть переміщатися, перетворюючи фігурку робота на автомобіль чи тварину і назад. Гасла «Більше, ніж бачить око» і «Роботи в маскуванні» відображають цю здатність.

## Набори іграшок
| - Generation 1 (1984—1992) - Takara — G1 (1986) - Takara — G1 — The Headmasters (1987) - Takara — G1 — Masterforce (1988) - Takara — G1 — Victory (1989) - Takara — G1 — Zone (1990) - Takara — G1 — Return of Convoy (1991) - Takara — G1 — Operation Combination (1992) - Generation 2 (1993—1995) - Timelines (1994—2014) - Beast Wars (1996—2001) - Machine Wars (1997) - Takara — Beast Wars II (1998) - Takara — Beast Wars Neo (1999) - Takara — Beast Wars Metals (1999) - Takara — Car Robots (2000) - Beast Machines (2000—2001) - 3rd Party (2000—2014) - Robots In Disguise (2001—2015) - Takara — Collector's Edition (G1) (2001—2008) - Go-Bots (2001—2002) - Armada (2002—2003) - Commemorative Series (2002—2005) - Universe (2003—2010) - Takara — Masterpiece (2003—2014) - Energon (2004—2005) - Alternators (2004—2007) - Masterpiece (2004—2014) - Cybertron (2005—2006) - Titanium (2006—2009) - Classics (2006—2007) - Beast Wars 10th (2006) | - Movie (2007—2008) - Animated (2008—2010) - Crossovers (2008—2010) - Takara — Movie (2007) (2008) - Movie ROTF (2009—2010) - RPMs/Speed Stars (2009—2011) - Takara — Henkei (2009) - Generations (2010—2015) - TF Prime (2010—2014) - Hunt for the Decepticons (2010) - Power Core Combiners (2010—2011) - Takara — Movie Revenge (2010) - Takara — Animated (2010) - Kre-O (2011—2014) - Movie DOTM (2011—2012) - Cyberverse (2011—2012) - Rescue Bots (2011—2014) - Takara — United (2011) - Takara — TF Prime (Arms Micron) (2011—2012) - Reveal The Shield (2011) - Bot Shots (2012—2013) - Takara — Generations (2012—2014) - Construct-Bots (2013—2014) - Takara — Go! (2013) - Platinum Edition (2013—2014) - Universal Studios (2013) - Movie AOE (Age of Extinction) (2014) - Takara — Movie Advanced (2014) - Hero Mashers (2014) |